# Leanna Read
Leanna Lee es una fisióloga y empresaria australiana, y la cuarta Científico Jefe de Australia Meridional de 2014 a 2018. En agosto de 2014, fue nombrada sucesora de Don Bursill y es la primera mujer que ha ocupado dicho puesto.

## Trayectoria
Leanna Lee es una fisióloga de formación y ha publicado más de 90 artículos científicos. Su experiencia empresarial se centra en la biotecnología y la comercialización. Read es miembro de la Junta de Desarrollo Económico de Australia Meridional y ha invertido en empresas de ciencias de la vida en su etapa inicial como miembro de BioAngels. Es Directora de la Junta de Biosensis Pty Ltd. y fue Directora Gerente fundadora y Consejero Delegado de TGR BioSciences (una empresa de biotecnología con base en Adelaida) de 2001 a 2012.
Read recibió un Doctorado Honorífico de la Universidad de Australia Meridional y también es miembro del Consejo de la Universidad. Desde 2015, es presidenta del Centro de Investigación Cooperativa (CIC) para la fabricación de terapia celular y dirigió previamente el CIC para el crecimiento y reparación de tejidos, considerado como uno de los CIC comerciales con más éxito de Australia.

### Desarrollo de la industria nuclear
En 2006, Read formó parte del Panel de Expertos de Científicos Jefes durante el Uranium Mining, Processing and Nuclear Energy Review (UMPNER) en 2006.
En abril de 2015, Read fue nombrada miembro del Comité Asesor de Expertos de la Nuclear Fuel Cycle Royal Commission en Australia Meridional. Read es miembro de la Academia Australiana de Ciencias Tecnológicas e Ingeniería, que defendió la energía nuclear en Australia en agosto de 2014. Read preside también el Consejo de Ciencias de Australia Meridional. En 2016,  formó parte de un grupo de destacados ciudadanos de Australia Meridional que firmaron una carta abierta alentando al gobierno a seguir explorando oportunidades en el ámbito de la importación y el almacenamiento de combustible nuclear gastado.

## Premios
Read recibió el premio 2006 South Australian of the Year (Ciencia y Tecnología) y ganó en 2011 el Ernst & Young Entrepreneur of the Year (Región Central, categoría de Tecnología).